# Filipe Ramos
Filipe Manuel Esteves Ramos (Luanda, 21 de abril de 1970) é um ex-futebolista e treinador de futebol português nascido em Angola. Atualmente é treinador da Seleção Portuguesa Sub-17.

## Carreira de jogador
Como jogador, Filipe Ramos atuou em oito equipas: Torreense (1986 a 1989), Sporting (1989 a 1996), Marítimo (1996 a 1997), Vitória de Guimarães (1997 a 1998), Desportivo  de Chaves (1998 a 1999), Naval (1999 a 2000), Atlético (2000 a 2002) e Mafra (2002 a 2005), onde iniciou sua carreira de treinador.

## Carreira de treinador
Filipe Ramos treinou o Mafra entre 2005 e 2009, o Real Massamá, entre 2009 e 2010 e a Seleção Portuguesa Sub-17 desde 2010.